# Perizoma obsoleta
Perizoma obsoleta là một loài bướm đêm trong họ Geometridae.